# The Ultra-Violence
Albums de Death Angel
Frolic Through the Park
(1988)
The Ultra-Violence est le premier album du groupe de thrash metal Death Angel. Il est sorti le 23 avril 1987 sur le label Enigma Records et a été produit par le groupe et Davy Vain.

## Historique
À la suite de la sortie, en 1985, de leur première démo, "Kill as One", produite par Kirk Hammett, Death Angel attira l'attention du label californien, Enigma Records. Le groupe enregistra son premier album du 15 au 17 juin 1986 dans les studios Banquet Sound à Santa Rosa. Les membres du groupe n'avait pas encore vingt ans, mieux encore le batteur Andy Galeon avait quatorze ans lors de l'enregistrement.
Cet album se vendra à plus de 40 000 exemplaires quatre mois seulement après sa sortie.

## Liste des titres
| No | Titre              | Auteur                     | Durée |
| -- | ------------------ | -------------------------- | ----- |
| 1. | Thrashers          | Rob Cavestany, Dennis Pepa | 7:09  |
| 2. | Evil Priest        | Cavestany, Mark Osegueda   | 4:53  |
| 3. | Voracious Souls    | Cavestany, Osegueda        | 5:39  |
| 4. | Kill as One        | Cavestany                  | 4:57  |
| 5. | The Ultra-Violence | Cavestany, D. Pepa         | 10:12 |
| 6. | Mistress of Pain   | Cavestany                  | 4:03  |
| 7. | Final Death        | Cavestany                  | 6:02  |
| 8. | I.P.F.S            | Cavestany                  | 1:57  |

## Musiciens
- Rob Cavestany: guitare (rythmique & lead), chant sur "Trashers"
- Mark Osegueda: chant
- Dennis Pepa: basse, chant sur "Trashers"
- Gus Pepa: guitare rythmique, 2e solo sur "The Ultra-Violence
- Andy Galeon: batterie, percussions